# Хронологија Народноослободилачке борбе јануар 1942.
Хронолошки преглед важнијих догађаја везаних за Народноослободилачку борбу народа Југославије, који су се десили током јануара месеца 1942. године:
| ← децембар '41 · Хронологија Народноослободилачке борбе у 1942. години · фебруар → 1 · 2 · 3 · 5 · 6 · 7 · 8 · 9 · 12 · 14 · 15 · 18 · 19 · 20 · 21 · 22 · 23 · 24 · 25 · 27 · 28 · 29 · 30 |

### 1. јануар
- Код села Вучја, близу Лесковца, четници и недићевци напали Лесковачки партизански одред. Они су заузели Вучје и принудили Лесковачки одред да се повуче ка планини Кукавици.[1]

### 2. јануар
- У близини села Штитара, код Берана, у борби против четника, погинуо политички комесар Беранског партизанског батаљона „Милош Малишић“, Радомир Митровић (1912—1942), народни херој.[2][3]
- У близини села Пиперци, код Бијељине, делови Мајевичког партизанског одреда водили борбе са Шестим пешадијским пуком Домобранства НДХ. У овој борби погинуо је командир Прве чете Мајевичког одреда Крсто Бјелетић (1917—1942), народни херој.[2][4]

### 3. јануар
- Опуномоћени командујући генерал у Србији издао заповест о отпочињању офанзиве против главнине партизанских снага у источној Босни тзв. „Друга непријатељска офанзива“. План офанзиве био је - једновременим концентричним нападом из Вишеграда, Зворника, Тузле и Сарајева, потиснути, окружити и уништити партизанске снаге на просторији Власеница, Хан Пијесак, Жљебови. У офанзиви су биле ангажоване следеће окупаторске снаге: немачка 342. и 718. пешадијска дивизија и један батаљон немачке 714. пешадијске дивизије, седам домобранских батаљона, шест хаубичких дивизиона, две пионирске и једна железничка чета и две ескадриле извиђачке авијације. За почетак офанзиве одређен је 15. јануар.[5]
- У току ноћи 3/4. јануара, у близини Владичиног Хана, од бугарске заседе убијен Јордан Николов Орце (1916—1942), народни херој, који је по директиви ЦК КПЈ био упућен у Македонију да ради на организовању устанка.[1][6]

### 5. јануар
- У току ноћи 5/6. јануара, делови Првог батаљона Другог крајишког партизанског одреда заузели Благај (на прузи Приједор—Босански Нови) и спалили железничку станицу, све државне зграде, фабрику гипса и уређаје жичане железнице. Тиме су пруга и пут Приједор—Босански Нови били прекинути више месеци. Посада (један вод Седме чете домобранског Дванаестог пешадијског пука) углавном је заробљена.[7]

### 6. јануар
- У близини села Висока, код Ариља партизански батаљони из Ужичког, Чачанског и Другог шумадијског одреда водили борбу против четника и Шестог добровољачког одреда. У тешкој борби четницима су нанети губици од осам мртвих и 17 рањених бораца.[1]
- Од задобијених рана у борби на Јелином дубу, код Подгорице, умро командир Горњопиперске партизанске чете Радослав Поповић (1909—1942), народни херој.[2][8]
- У селу Мошорину, код Жабља, мађарске окупационе власти на зверски начин побиле 104 мушкарца, 47 жена и 29 деце, махом српске народности.[1]

### 7. јануар
- У селу Иванчићима, код Сарајева, отпочело дводневно саветовање Покрајинског комитета КПЈ за Босну и Херцеговину, коме су присуствовах генерални секретар КПЈ Јосип Броз Тито, чланови Политбироа ЦК КПЈ Едвард Кардељ и Милован Ђилас и још неколико чланова Централног комитета КПЈ. На саветовању су истакнуте следеће грешке: колебљив став према четницима, несређивање слободне територије, занемаривање организовања партијског рада и преузимање војних дужности, небудност, неподизање млађег командног кадра и спорост у формирању покретних ударних јединица. Заузет је став у питању односа са четницима и донете су значајне одлуке у погледу учвршћивања партизанских јединица, формирања Добровољачких одреда и напуштања фронталног ратовања.[5][9]

| 1 2 3 5 6 7 8 9 12 14 15 18 19 20 21 22 23 24 25 27 28 29 30 |

### 8. јануар
- У Загреб стигли, са ослобођене територије источне Босне, чланови Организационог секретаријата ЦК КПЈ за неослобођене крајеве Иво Лола Рибар и потом Едвард Кардељ. Овај орган Централног комитета имао је задатак да успостави чврсте везе са руководствима устанка у Хрватској, Словенији, Србији и Македонији и оствари непосредни утицај ЦК КПЈ и Врховног штаба на развој партијских организација, НОП одреда и НО обора у овим деловима Југославије.[10][11]
- У селу Чевљановићи, код Илијаша стигла двојица курира из Срема, који су Врховном штабу НОПОЈ и ЦК КПЈ донели писмо Окружног комитета КПЈ за Срем. Један од двојице курира био је Бошко Палковљевић Пинки, познати партизански борац из Срема, који је Врховног команданта Јосипа Броза Тита информисао о борбама у Срему. По мотивима његовог путовања из Срема до Романије, које је трајало скоро месец дана, књижевник Јован Поповић је написао приповетку Пинки је видео Тита.[12]

### 9. јануар
- Делови 750. пука немачке 718. пешадијске дивизије са два пука домобранске Четврте пешадијске дивизије извршили из долина река Спрече и Босне неуспео концентричан напад на Озренски партизански одред.[7]

### 12. јануар
- Делови Кордунашког партизанског одреда заузели Војнић. Том приликом заробљено је 410, погинуло 30 и рањено 37 домобрана. Заплењено је 6 митраљеза, 14 пушкомитраљеза, 350 пушака, 3 минобацача и око 35.000 метака.[13]

### 14. јануар
- Штаб Дурмиторског партизанског одреда, по наређењу Врховног штаба НОП и ДВЈ, упутио своја два батаљона - „Војвода Момчило“ и „Бајо Пивљанин“, јачине 517 бораца у источну Босну да пруже војну и политичку помоћ тамошњим партизанским јединицама у разбијању четничког покрета који је тада већ био узео маха у источној Босни.[2]

### 15. јануар
- У источној Босни отпочела тзв „Друга непријатељска офанзива“. У две етапе (Романијско-бирчанска и Друга озренска операција) до 7. фебруара 1942. године јаке немачке, усташке и домобранске снаге (преко 35.000 војника) подржане авијацијом, уз помоћ четника, овладале су комуникацијама у централном делу источне Босне (од реке Дрине до реке Босне). Захваћене партизанске јединице (Прва пролетерска бригада, Романијски, Бирчански, Звијезда и Озренски одред), не упуштајући се у фронталне борбе, сачувале су живу силу и у двадесетпетодневним борбама нанели непријатељу знатне губитке и по проласку непријатељских главних колона поново овладале изгубљеним деловима слободне територије.[5]

### 18. јануар
- Партизани Солинског партизанског одреда бацили бомбу у официрску мензу у Солину и том приликом убили двојицу и ранили 14 италијанских официра. За одмазду, италијанске власти су у Сплиту убиле 12 талаца и ухапсиле 200 лица.[13]

| 1 2 3 5 6 7 8 9 12 14 15 18 19 20 21 22 23 24 25 27 28 29 30 |

### 19. јануар
- Батаљон „Војвода Момчило“ Дурмиторског партизанског одреда, који се привремено налазио под командом Калиновичког партизанског одреда, ушао у Фочу, коју су претходно напустили четници.[7]
- У току ноћи 19/20. јануара, у селу Краљским Барама, код Колашина, јаче четничке снаге под командом Ђорђија Лашића опколиле две чете Комског партизанског одреда (око 140 бораца), које су биле на преноћишту без потребног обезбеђења, и у зору их напале и нанеле им тешке губитке. Том приликом су четници убили 33, ранили 15 и заробили скоро све остале партизане. У овој борби погинуо је један од организатора устанка у колашинском срезу и секретар Месног комитета КПЈ за Колашин Вукман Крушчић (1909—1942), народни херој.[2][14]

### 20. јануар
- Врховни командант НОП и ДВ Југославије Јосип Броз Тито обавестио делегата Врховног штаба при Главном штабу НОП одреда Босне и Херцеговине Светозара Вукмановића Темпа о организовању првих јединица добровољачке војске у источној Босни и о предстојећим задацима Прве пролетерске ударне бригаде, Романијског партизанског одреда и делова Дурмиторског партизанског одреда.[5]

### 21. јануар
- У Новом Саду мађарске окупационе трупе и жандармерија отпочеле тродневно масовно хапшење и убијање Срба и Јевреја тзв „Новосадска рација“ у којој је убијено око 4.500 људи.[1]
- На железничкој станици Пјеновац, код Хан Пијеска, на прузи Олово—Завидовићи, једна скијашка јединица из састава немачке 342. пешадијске дивизије изненада напала Пети шумадијски батаљон Прве пролетерске ударне бригаде и мање делове Романијског партизанског одреда. Том приликом погинуло је 59 партизана, међу којима — Славиша Вајнер Чича (1903—1942), командант Романијског партизанског одреда; Милан Илић Чича (1886—1942), командант Петог батаљона и Драган Павловић Шиља (1908—1942), политички комесар Петог батаљона, народни хероји (видети Борба у Пјеновцу).[7][15][16][17]
- У селу Бијелим Водама, на Романији, једна колона 738. пука немачке 718. пешадијске дивизије изненадила делове Другог батаљона Прве пролетерске ударне бригаде. Бочним дејством једног вода, Штаб батаљона је извукао своје делове. Погинуло је 15 партизана, међу којима и командир вода Радован Петровић (1916—1942), народни херој.[7][18]
- Код села Иловаче, код Горажда, усташе из заседе убиле команданта Праћанског батаљона Романијског партизанског одреда Милана Симовића (1909—1942), народног хероја.[7][19]

### 22. јануар
- У затвору у Костајници, после тродневног мучења, усташе убиле члана ЦК КП Хрватске Анку Буторац (1903—1942), народног хероја.[13][20]

### 23. јануар
- У току ноћи 23/24. јануара, Четници Павла Ђуришића, у селу Лубницама, код Берана, опколили и изненада напали већу групу партизана из Комског партизанског одреда. У неравноправној борби погинула су 42 партизана, а један број њих је успео да се спасе и повуче. Четници су имали двоје мртвих и неколико рањених бораца.[2]

| 1 2 3 5 6 7 8 9 12 14 15 18 19 20 21 22 23 24 25 27 28 29 30 |

### 24. јануар
- Код Поповог моста, на путу Зрин—Дивуша, близу Костајнице, Други батаљон Банијског партизанског одреда из заседе напао усташе и нанео им губитке. У борби је погинуо и командант Другог батаљона Милош Чавић (1918—1942), народни херој.[13][21]

### 25. јануар
- У ослобођену Фочу стигли ЦК КПЈ и ВШ НОП и ДВ Југославије. Период њиховог боравка у Фочи (до 10. маја) називан је у историографији као „фочански период“ или „Фочанска република“. Током боравка у Фочи они су донели низ крупних одлука у циљу развоја Народноослободилачке борбе. Развијена је жива политичка и културно-просветна активност у граду и околини, па су искуства у томе раду пренета и у остале крајеве Југославије.[5][22]
- Отпочео тродневни марш главнине Прве пролетерске ударне бригаде. Заједно са члановима Главног штаба НОП одреда БиХ, она се, по дубоком снегу, на температури од -32 степени, кретала из села Гајева, код Олова, преко Сарајевског поља и планине Игмана до села Пресјенице, код Трнова. Последња, најтежа, етапа марша у ноћи 27. јануара — од села Кремеша, која је трајала 18 часова, позната је као „Игмански марш“. Услед смрзавања, из строја су избачена 172 борца (од укупно око 730). Бригаду је Врховни штаб НОП и ДВЈ похвалио због самопрегора и залагања у току овог марша.[7][22]

### 27. јануар
- Ојачани Пљеваљски батаљон Црногорско-санџачког партизанског одреда заузео Чајниче, које су држали четници.[7]
- Делови Дурмиторског партизанског одреда и Четврти краљевачки батаљон Прве пролетерске ударне бригаде ушли у Горажде и разоружали батаљон четника.[7]

### 28. јануар
- У селу Баљцима, код Билеће, по наређењу Привременог оперативног штаба НОП одреда за Херцеговину формиран Херцеговачко-црногорски ударни батаљон (касније је добио назив Први херцеговачки ударни батаљон).[7]

### 29. јануар
- Немачка 718. пешадијска дивизија, 697. пук немачке 342. пешадијске дивизије и делови домобранског Другог и Трећег корпуса (око 17.000 војника) почели „Другу озренску операцију“ са циљем да Озренски партизански одред униште у окружењу. До 4. фебруара они су га само набацили на гребен Озрен-планине, када су, због одласка 342. пешадијске дивизије, немачке јединице извучене из борбе. Одред је тада прешао у противнапад и од 5. до 7. фебруара разбио домобранске посаде и повратио изгубљену територију. Непријатељ је имао око 400 избачених из строја, а Озренски партизански одред преко 150 мртвих и рањених бораца. Непријатељ је опљачкао села у подножју Озрена и похапсио преко 200 сељака.[7]

### 30. јануар
- У селу Збјегу, код Слуња, отпочело дводневно Друго заседање Главног штаба НОП одреда Хрватске, коме су присуствовали команданти и политички комесари Групе НОП одреда за Лику, Кордунашког и Приморско-горанског партизанског одреда. Дискутовало се о општој ситуацији, задацима и улози партизанских јединица, војничкој ситуацији у Хрватској, увлачењу хрватских маса у Народноослободилачки покрет и заузимању правилног става према избегличкој влади Краљевине Југославије у Лондону. Одлучено је да се на слободној територији Кордуна формира једномесечни официрски течај.[13]

| 1 2 3 5 6 7 8 9 12 14 15 18 19 20 21 22 23 24 25 27 28 29 30 |